# 러브 어페어 : 우리가 말하는 것, 우리가 하는 것
《러브 어페어 : 우리가 말하는 것, 우리가 하는 것》(프랑스어: Les choses qu'on dit, les choses qu'on fait, 영어: Love Affair(s) : The Things We Say, The Things We Do)은 2020년에 개봉한 프랑스의 멜로, 로맨스, 드라마 영화이다.
 엠마누엘 무레가 감독과 각본을 맡았다.
 프랑스는 2020년 9월 16일에 대한민국은 2021년 11월 11일에 개봉되었다.

## 줄거리
시골 별장에서 휴가를 보내고 있는 사촌 형의 여자친구 다프네에게

소설가를 꿈꾸는 막심은 자신의 복잡한 연애 이야기를 하게 되고

다프네도 막심의 이야기를 듣고 자신의 연애담을 하게 되는데...

## 출연진

### 주연
- 카멜리아 조다나 - 다프네 역
- 니엘스 슈나이더 - 막심 역

### 조연
- 빈센트 맥케인 - 프랑소와 역
- 에밀리 드켄 - 루이즈 역
- 귀욤 고익스
- 제나 티암
- 줄리아 피아톤
- 장-밥티스트 아누몽
- 파니 가티벨자
- 멜리사 홀트